# Familiegraf Kruyff Bartholomeus & Zn
Het Familiegraf Kruyff Bartholomeus & Zn is een in 1911 gebouwd mausoleum op de begraafplaats Oud Kralingen in de Nederlandse stad Rotterdam. Het monument staat rechts van de aula. Het gebouw werd op 10 februari 2003 aangewezen als rijksmonument en op 23 april dat jaar ingeschreven in het Monumentenregister.
De grafkapel bestaat uit een binnenruimte en een grafkelder, de grafkelder is te bereiken door middel van een metalen trap.

## Exterieur
De grafkapel is een vierkante centraalbouw, opgetrokken uit beton en bakstenen. Het dak is van beton en daarin is een lantaarn geplaatst. Op de hoeken van de kapel zijn pijlers geplaatst die boven de muren uitsteken, op de pijlers hardstenen eikels. De gemetselde pijlers zijn bekleed met wit marmer dat aan de bovenzijde afgerond is. Op het marmer zijn eveneens toortsen aangebracht.
De vier gevels zijn bekleed met hardsteen. Alle vier hebben een gebogen fronton met daarin een fries van wit marmeren rozetten. De archivolten bestaan uit breukstaafmotieven. De noordelijke en zuidelijke frontons zijn versierd met bronzen lauwerkransen met palmtakken en banderollen. De noordelijke en zuidelijke gevel hebben eveneens vensters, naast deze vensters zwarte marmeren zuiltjes met witte basementen en teerlingkapitelen. 
In plaats van vensters heeft de oostelijke gevel (de achtergevel) blinde nissen. Het fronton van deze gevel heeft geen koperen ornamenten. De tegenoverliggende gevel is de gevel waar de ingang is geplaatst. Deze wordt voorafgegaan door een ingangsportaal met hardstenen zadeldak, bedekt door leien. De lijst van het afdak is versierd met een breukstaafmotief en een banderolmotief. Achter het dak bevindt zich het gebogen fronton, zoals bij de andere gevels. Aan de beide zijdes van het ingangsportaal zijn zwarte marmeren schalken met witte marmeren basementen en kapitelen geplaatst. De meest rechter basement is niet versierd met voetloof, maar met een kikkertje. 
Boven de ingang staat in de fries in goudkleurige letters: Familie graf van Pieter Kruijff Bartholomeus & Zn.

## Interieur
De vloeren en lambriseringen zijn van wit marmer, de lambrisering heeft verdiepte grijze panelen. In de hoeken van de ruimte zijn nissen geplaatst, aan weerszijden van de nissen zwarte marmeren zuiltjes. De grafkelder is te bereiken via een opening met een verschuifbare witte marmeren plaat. De opening is omgeven door een smeedijzeren hekwerk. De trap naar de grafkelder kan verschoven worden en is gemaakt van staal.

## Symbolen
Over de gehele kapel bevinden zich symbolen voor de dood; zoals lauwerkransen en palmtakken, in de glas in loodvensters onder andere een olielamp, vlinder, schedel en een zandloper. In het centrum van elk venster staat een van deze vergankelijkheidssymbolen in een rond glas. 

## Columbarium
Na een grondige renovatie, die in 2015 werd afgerond, doet de grafkapel dienst als columbarium, een plaats waar urnen kunnen worden bijgezet.